# 174
Cette page concerne l'année 174  du calendrier julien. Pour l'année 174 av. J.-C., voir 174 av. J.-C. Pour le nombre 174, voir 174 (nombre).
L'année 174 est une année commune qui commence un vendredi.

## Événements
- Marc Aurèle mène une campagne contre les Quades, qui sont battus. Leur nouveau roi Ariogaesus est fait prisonnier et envoyé en captivité à Alexandrie. Marc Aurèle déplace son quartier général de Carnuntum à Sirmium et se tourne contre les Iazyges ; il refuse de traiter, et leur chef Banadaspus, désavoué par ses sujets, est détrôné et enchaîné et fait prisonnier par son propre peuple. Cette année, Marc Aurèle est acclamée Imperator pour la septième fois[1].

- Début du règne en Inde de Yajnashri Satakarni, roi Satavahana des Andhra (fin en 203). Il étend son empire vers le centre et le nord de l’Inde[2].

## Naissances en 174
- Jia Kui, ministre et général chinois.